# ヤサカ (卓球用品)
株式会社ヤサカは、日本の卓球用品メーカー。1947年5月27日に設立された。東京都墨田区に本社をおく。

## 概要
卓球のラケットやラバー、ウェア、卓球台、メンテナンス商品など、卓球に関連する商品を販売している。1951年には世界初のソフトラバー「ソフトラバー（現：オリジナル[表・裏ソフト]）」を開発。また、当社の高弾性高摩擦裏ソフト「マークⅤ」は、1969年の発売以来裏ソフトラバーの定番として、一流選手から一般の愛好者まで多くのプレーヤーに支持されている。世界の一流選手のモデルのラケットも販売しており、1993年の世界卓球選手権で優勝したジャン＝フィリップ・ガシアンや馬琳、韓陽などのモデルのラケットを販売している。
1978年に初めて当時の社長が日本の選手を連れて訪伯し、親善試合などをしたことがきっかけで、ブラジル代表選手のスポンサー活動も始めた（叶野クラウジオや小山ウーゴなど）。

## 代表的なラバー
- マークⅤシリーズ
- エクステンドシリーズ
- ファントムシリーズ
- プライドシリーズ
- ラクザシリーズ
- ライガンシリーズ
- 翔龍シリーズ
- 輝龍シリーズ[3]